# Ading
株式会社ギザアーティスト（ギザアーティスト）は、大阪府大阪市に拠点を置き、音楽制作や映像製作やアーティストのマネージメントも行っている、BZONEグループの傘下レーベルGIZA studioのマネージメントオフィス。
タイトルは広告を意味とし、傘下事務所の「B (Being＝ビーイング［現：BZONE］)」に対しアルファベット順の最初の「A」から由来されている。

## 概要
- BZONEグループの宣伝、広報を目的に設立され、現在倉木麻衣が所属する事務所がある東京都港区のほうらいやビルに所在していた。
- ビーインググループの全般的なメディア対応を担っていただけでなく、楽曲のタイアップ獲得も行なわれた。
- TUBEやPAMELAHなど外部レコード会社に所属するアーティストのプロモーションは、主に所属レコード会社が行なっているものの共同分業で行われていた。
- 1993年からTUBE[注 1]・B'z[注 2]・KIX-S[注 3]以外の関連アーティストのコンサート制作業務を行なう様になり、T-BOLAN・WANDS・大黒摩季・DEENなど人気アーティストのコンサートツアーを手掛け成功させた実績を持つ。現在はBeingもしくは関連会社のWhite Dreamがコンサート制作業務を担当。
- 2007年にリレーションズに改称されたが、現在はBZONEに吸収されている。

## 所在地
〒550-0014　大阪市西区北堀江1-3-17

## 所属アーティスト
- WANDS(1991年 - 1993年、2019年 - )
- dps
- rumania montevideo
- SARD UNDERGROUND
- Maica_n
- ザ・ブラックキャンディーズ
- BAAD(2023-)

### 過去に所属していたアーティスト
- GARNET CROW(2013年6月解散)
- 愛内里菜(2010年に引退、2018年にR名義に改名しフリーで歌手活動再開)
- 植田真梨恵(2023年8月フリーへ転向)
- 宇徳敬子(現在はBe Rockに所属)
- 岡崎雪
- 岸本早未(2008年活動休止)
- 小松未歩(2009年2月活動休止)
- 三枝夕夏 IN db(2010年1月解散)
- the★tambourines(2009年活動休止)
- Chicago Poodle(2023年8月フリーへ転向)
- doa(2023年8月フローライトへ移籍)
- 白石乃梨(2018年活動休止)
- Naifu(2009年解散)
- TEARS
- 七緒香(2002年活動休止)
- 辻尾有紗
- 牧穂エミ
- RAMJET PULLEY(2003年活動停止)
- WAG(2006年解散)
- 小泉ニロ
- WAR-ED
- Loe
- 長谷実果(2002年活動中止)
- 早川えみ(2010年活動休止)
- 羽田裕美(2012年活動休止)
- PINC INC(2009年解散)
- なついろ(2016年活動休止)